# Novosselivka (Simferòpol)
|  | Per a altres significats, vegeu «Novosselivka». |

Novosselivka (en (ucraïnès): Новоселівка, rus: Новосёловка, Novossiólovka) és un poble de la República Autònoma de Crimea, a Ucraïna, que el 2021 tenia 1.453 habitants. Pertany al districte de Simferòpol.